# Laelia hypoleucis
Laelia hypoleucis är en fjärilsart som beskrevs av Holland 1893. Laelia hypoleucis ingår i släktet Laelia och familjen tofsspinnare. Inga underarter finns listade i Catalogue of Life.